# Franjo Dominko
Fran Dominko [frán(jo) domínko], slovenski fizik in astronom, * 26. julij 1903, Vodnjan, Pulj, Avstro-Ogrska (sedaj Hrvaška), † 22. februar 1987, Ljubljana, Slovenija.

## Življenje in delo
Dominko je študiral fiziko na Univerzi v Bologni in tu leta 1929 doktoriral. Za svoje delo je prejel visoko nagrado te univerze. Prve strokovne članke je leta 1931 objavil v astronomski reviji Coelum.
V letih od 1927 do 1930 je bil predsednik slovenskega dijaškega društva Adrija; do 1931 je bil pomočnik na astronomskem inštitutu v Bologni, leta 1932 je prišel v Jugoslavijo. Od leta 1932 do 1938 je delal v Astronomskem observatoriju v Beogradu (AOB) kot pomočnik opazovalec. V tem času je objavil strokovne članke v publikaciji observatorija Godišnjak našeg neba (1934 do 1938). Bil je med ustanovitelji jugoslovanskega astronomskega društva in soustanovitelj in sourednik (1935-40) poljudnoznanstvene revije Saturn.
Od leta 1938 je bil znanstveni sodelavec na observatoriju v Beogradu in profesor na beograjskih gimnazijah, 1941 do 1942 je bil v gestapovskem zaporu in taborišču na Banjici. Po osvoboditvi Beograda leta 1944 se je prijavil v 5. udarno krajiško divizijo, pozneje pa v brigado Italia ter sodeloval v bojih na sremski fronti. Leta 1946 je postal astronomski opazovalec in leta 1947 znanstveni sodelavec pri AOB. Ob ustanovitvi stolice za astronomijo leta 1948 na Univerzi v Ljubljani je bil izvoljen za izrednega profesorja. Ustanovil je Astronomsko-geofizikalni observatorij AGO s potresno postajo na Golovcu v Ljubljani. Skupaj z Vladom Ribaričem je usmerjal razvoj seizmologije na Slovenskem in si prizadeval za upoštevanje njenih izsledkov pri gradnjah; tako je SRS še pred skopskim potresom izdelala pravilnik o varnejši gradnji. Vodil je strokovno skupino, ki je po večletnih meritvah določila vrednosti astronomskih parametrov observatorija (astronomsko dolžino, širino in smer poldnevnika (meridijana)). Bil je pobudnik češko-jugoslovanskega projekta gradnje Observatorija na Hvaru.
Leta 1957 je objavil knjigo Pogled v vesolje. Bil je urednik Astronomskih efemerid (1950 do 1962), redne priloge Proteusa, kasneje sour. publikacije Naše nebo in zemlja. Od leta 1971 je bil (prvi) urednik Zbornika za zgodovino naravoslovja in tehnike pri Slovenski Matici. Bil je zaslužni član Zveze društev matematikov, fizikov in astronomov Jugoslavije, tretji častni član Društva matematikov, fizikov in astronomov SRS (1981) ter od 1972 častni član Prirodoslovnega društva Slovenije. Bil je član Mednarodne astronomske zveze.
Po navedbah njegovih danes že pokojnih primorskih rojakov je bil član organizacije TIGR, z gotovostjo pa je bil odločen simpatizer tega slovenskega protifašištičnega združenja.